# Kührstedt
Kührstedt é um município da Alemanha localizado no distrito de Cuxhaven, estado de Baixa Saxônia.
Pertence ao Samtgemeinde de Bederkesa.